# Dawon

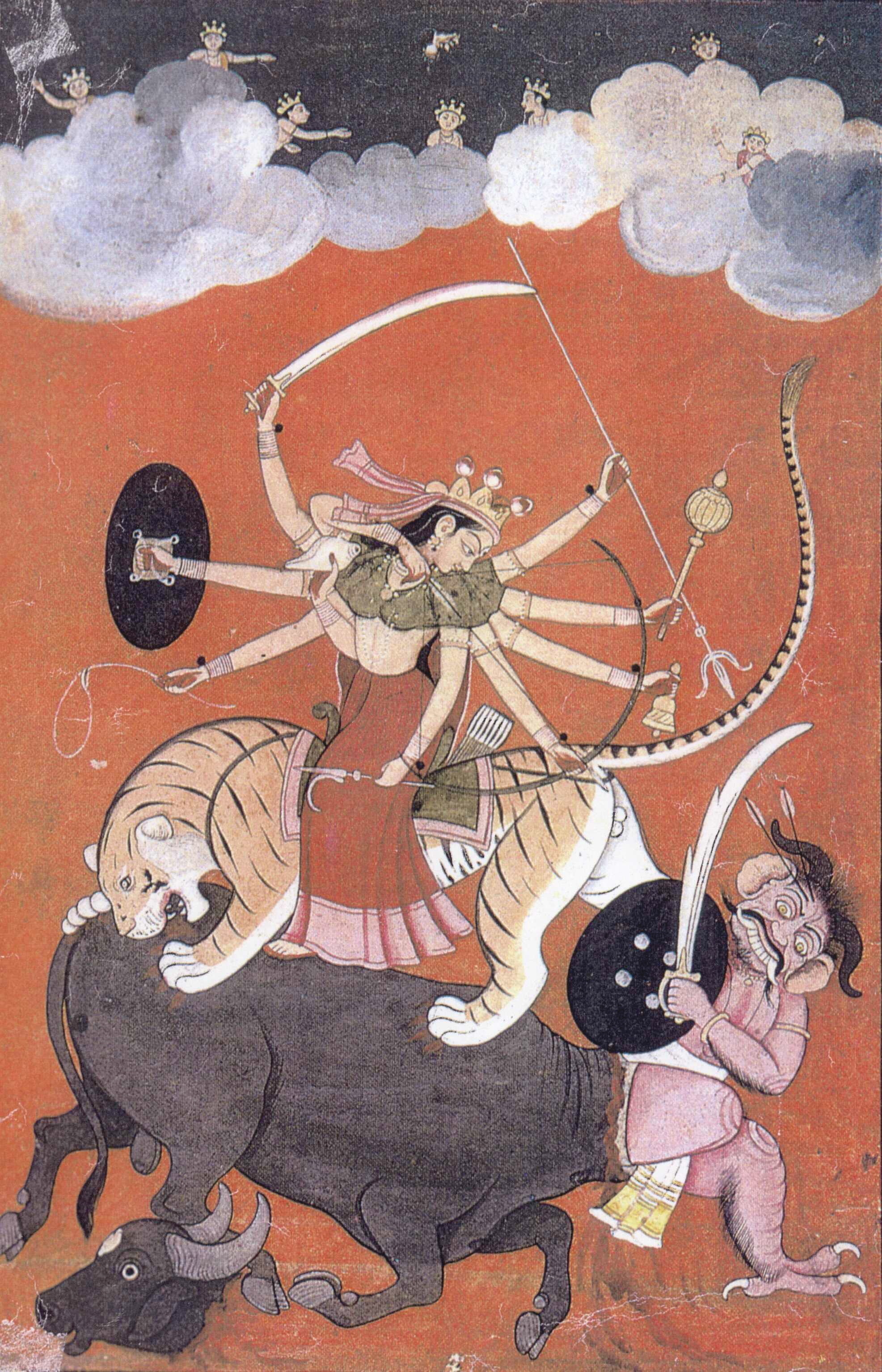
Durga jedoucí na Dawon. Spolupracují a čelí Mahishasura.

Dawon, svatá tygřice (někdy zobrazována jako lvice) původně z Tibetských legend, ale později byla přizpůsobena do Hindské mytologie. V pozdějších mýtech byla Dawon nabízena bohy, aby sloužila jako kůň bohyni Durga nebo Parvati jako odměna za její vítězství. Durga bojovala s deseti zbraněmi třímanými v jejích rukách a Dawon podporovala její paní a útočila svými drápy a tesáky na nepřátele. Také hrozivý tygr reprezentoval sílu z válek, které vyhrála nad všemi nepřáteli.